# پارک ملی لین‌نان‌ساری
پارک ملی لینْ‌نانْساری (فنلاندی: Linnansaaren kansallispuisto) یک پارک ملی در نواحی ساوونیای جنوبی و ساوونیای شمالی فنلاند است. این پارک در وسط دریاچه هاوْکی‌وِسی، بخشی از دریاچه سایما بزرگ قرار دارد. لین‌نان‌ساری عمدتاً برای حفظ ویژگی‌های طبیعی ارزشمند این سرزمین تأسیس شد.
در جزیره اصلی یک مزرعه قدیمی وجود دارد. کشاورزی بر پایه بریدن و سوزاندن هنوز در مزارع آن برای حفظ منظر فرهنگی قدیمی و گونه‌های گیاهی و جانوری مرتبط با آن انجام می‌شود. بخش بزرگی از جزیره جنگل‌های مخروطیان طبیعی است که بخش‌هایی از آن سرشار از گیاهان است.
فوک حلقه‌ای سایما که به شدت در خطر انقراض است در این پارک ساکن است.